# Knut al IV-lea al Danemarcei
Knut al IV-lea  (n. 1043, Danemarca, Regatul Danemarcei⁠(d) – d. 10 iulie 1086, Odense, Danemarca) cunoscut mai târziu sub numele de Knut cel Sfânt, a fost regele Danemarcei din 1080 până în 1086. Knut a fost un rege ambițios care a căutat să întărească monarhia daneză, susținută cu devotament de Biserica Romano-Catolică. Ucis de rebeli în 1086, el a fost primul danez care a fost canonizat în anul 1101 de către Papa Pascal al II-lea, fiind recunoscut de Biserica Romano-Catolică ca patron spiritual al Danemarcei în 1101, sub numele de San Canuto.
Knut s-a născut în 1042, unul dintre numeroșii fii nelegitimi ai regelui Svend al II-lea al Danemarcei. El a fost remarcat prima dată ca membru al tatălui său în raidul din Anglia din 1069 și a fost raportat de Cronicile anglo-saxone ca fiind unul dintre liderii unui alt raid împotriva Angliei în 1075. La întoarcerea sa din Anglia, flota daneză s-a oprit în Flandra. Din cauza ostilității sale față de William I al Angliei, Flandra a fost un aliat pentru danezi. 
Knut s-a dovedit a fi un rege foarte ambițios și devotat. El a sprijinit autoritatea bisericii și a cerut observare austeră a sărbătorilor bisericești. A oferit daruri mărețe bisericilor din Dalby, Odense, Roskilde, și Viborg, și mai ales la Lund.  Mărirea sa cu ajutorul bisericii a servit pentru a crea un aliat puternic, care la rândul său a sprijinit poziția puterii lui Knut. 
În luna mai 1085, Knut a scris o scrisoare de donație pentru Catedrala Lund, care se află în construcție, acordându-i suprafețe întinse de terenuri din Scania, Zeelanda și Amager. Clericii din Lund au extins prerogativele țării, fiind capabili să impoziteze și să amendeze țărănimea de acolo. Cu toate acestea, Knut și-a păstrat drepturile sale regale universale de a ierta haiducii, subiecții care nu au reușit să răspundă chemării sale la război și cărora le-a cerut transportarea suitei sale. Domnia sa a fost marcată de încercările viguroase pentru a crește puterea roială din Danemarca, prin sufocarea nobililor și menținerea cuvântului legii.  
Ambițiile lui Knut nu erau numai interne. Ca nepot al lui Knut cel Mare, care a condus Anglia, Danemarca și Norvegia până în 1035, Knut a considerat că tronul Angliei i se cuvine. Prin urmare, el considera că William I al Angliei este un uzurpator. În 1085, cu sprijinul socrului său, Contele Robert și a lui Olaf al III-lea al Norvegiei, Knut a planificat o invazie în Anglia și și-a chemat flota la Limfjord. Flota nu a pornit niciodată, în timp ce Knut era preocupat în Schleswig datorită amenințărilor potențiale din partea lui Henric al IV-lea, Împăratul Roman, cu care Danemarca și Flandra erau în condiții neprietenoase. Knut se temea de invazia lui Henric al cărui dușman, Rudof de Rheinfelden, se refugiase în Danemarca.
Războinicii flotei, în mare parte alcătuiți din țărani care aveau nevoie să fie acasă pentru sezonul de recoltare, au obosit să mai aștepte și l-au ales pe fratele lui Knut, Olaf pentru a le susține cazul. Acest lucru a ridicat suspiciunea lui Knut, arestându-l pe Olaf și trimițându-l în Flandra. Revolta a fost în cele din urmă dispersată și țăranii s-au întors la recoltele lor, însă Knut intenționa să o reia după un an.
Înainte de a reasambla flota, o revoltă țărănească a izbucnit în Vendsyssel, unde se afla Knut, la începutul anului 1086. Knut a fugit prima dată la Schleswig, și în cele din urmă la Odense. La 10 iulie 1086, Knut și oamenii lui s-au refugiat în interiorul Catedralei Sf. Alban din Odense. Rebelii au luat cu asalt biserica și l-au ucis pe Knut, împreună cu fratele său Benedict și alți 17 urmași ai lor, în fața altarului. 

## Refereințe
- Stefan Pajung, Knud den Hellige ca. 1042–1086, danmarkshistorien.dk, Aarhus University, 22 January 2010
- Bricka, Carl Frederik, Dansk Biografisk Lexikon, vol. IX [Jyde – Køtschau], 1895, pp.260–263.
- Knud 4. den Hellige at Gyldendals Åbne Encyklopædi
- Monarkiet i Danmark – Kongerækken at The Danish Monarchy
- Knud den Helliges gavebrev 1085, danmarkshistorien.dk, Aarhus University, 6 June 2010
- CT-scanning af Knud den Hellige afslører nyt om kongemord, Ingeniøren, 8 March 2008
- Axelsson, M: Tjugo dagar efter jul, published 13 January 2007 (in Swedish)
- The Scandinavian Remedy: The murder at Haraldsted, published 3 of Januari 2009, retrieved 8 Januari 2012.